# Beryl (nome)
Beryl  è un nome proprio di persona inglese maschile e femminile.

## Varianti in altre lingue
- Turco: Beril[1]

## Origine e diffusione

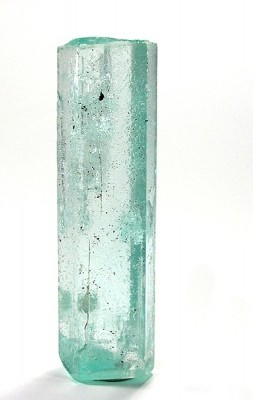
Berillo (varietà acquamarina)

Riprende il termine inglese per il berillo, beryl, una pietra preziosa verde o di altri colori (di cui lo smeraldo e l'acquamarina sono varietà); dal punto di vista etimologico è di derivazione sanscrita, da vaidurya, forse derivato dal nome della città di Velur. A questo stesso minerale fa riferimento anche il desueto nome italiano Birillo.
Cominciò ad essere usato come nome nel XIX secolo, assieme ad altri che richiamano pietre preziose; la sua influenza sul nome Cherie ha probabilmente prodotto il nome Cheryl. Sebbene si riscontri un suo uso anche al maschile, il nome è molto più popolare al femminile.

## Onomastico
Si tratta di un nome adespota, in quanto non è portato da alcun santo. L'onomastico si festeggia quindi il 1º novembre, in occasione di Ognissanti.

## Persone

### Femminile
- Beryl Bainbridge, scrittrice britannica
- Beryl Bartlett, tennista sudafricana
- Beryl Cunningham, attrice, cantante e conduttrice televisiva giamaicana naturalizzata italiana
- Beryl Mercer, attrice britannica naturalizzata statunitense
- Beryl Penrose, tennista australiana

### Maschile
- Beryl Shipley, allenatore di pallacanestro statunitense

## Il nome nelle arti
- Beryl è un personaggio del film del 1983 Il servo di scena, diretto da Peter Yates.
- Beryl è un personaggio del film del 1999 8 donne e ½, diretto da Peter Greenaway.
- Regno delle Tenebre#Queen Beryl è un personaggio della serie manga e anime Sailor Moon.
- Beryl Ascott è un personaggio del film del 1996 Shine, diretto da Scott Hicks.
- Beryl Hutchinson, più nota come Squire, è un personaggio dei fumetti DC Comics.
- Beryl Madison è un personaggio del romanzo di Patricia Cornwell Oggetti di reato.
- Beryl Patmore è un personaggio della serie televisiva Downton Abbey.
- Beryl Walters è un personaggio del film del 1945 Breve incontro, diretto da David Lean.